# 克利福德·莱特
克利福德·厄尔·莱特（英語：Clifford Earl Lett，1965年12月23日—），美国NBA联盟前职业篮球运动员。